# San Leucio del Sannio
San Leucio del Sannio é uma comuna italiana da região da Campania, província de Benevento, com cerca de 3.158 habitantes. Estende-se por uma área de 9 km², tendo uma densidade populacional de 351 hab/km². Faz fronteira com Apollosa, Benevento, Ceppaloni, Sant'Angelo a Cupolo.

## Demografia
| Variação demográfica do município entre 1861 e 2011                               |
|                                                                                   |
| Fonte: Istituto Nazionale di Statistica (ISTAT) - Elaboração gráfica da Wikipedia |